# 小行星147918
小行星147918（147918 Chiayi），臨時編號2006 UU214，是一顆位於小行星帶的小行星。由就讀於廣州中山大學的中國天文愛好者葉泉志和台灣國立中央大學鹿林天文台台長林宏欽於2006年10月23日發現。2007年10月15日以鹿林天文台所在位置命名為命名為嘉義（Chiayi），同時也是為了感謝建造鹿林天文台時協助的台灣原住民。這是第一顆以台灣縣市命名的小行星